# Isa Boletini
Isa Boletini (Boljetin, 15 de enero de 1864 - Podgorica, 23 de enero de 1916) fue un militar y guerrillero albanés.
A lo largo de su vida participó en diferentes rebeliones y guerrillas albanesas contra el dominio del Imperio Otomano, especialmente en el valiato de Kosovo. Tras la Declaración de Independencia de Albania, el presidente Ismail Qemali le encargó la defensa militar del nuevo estado, evitando que Vlorë fuese ocupada por fuerzas extranjeras. Por esta razón, está considerado una de las figuras más relevantes tanto para el nacionalismo albanés. Ha sido condecorado Héroe del Pueblo de Albania a título póstumo.

## Biografía
Isa Boletini nació el 15 de enero de 1864 en Boljetin, una villa cercana a Mitrovica en el norte de Kosovo. Su familia eran inmigrantes albaneses que se habían asentado allí debido a un crimen de honor, razón por la que también cambiaron su apellido por el de Boletini (en albanés, «de Boljetin»). En 1878 se convirtió en guerrillero de un movimiento nacionalista albanés, la Liga de Prizren, que pretendía unificar cuatro provincias bajo dominio otomano (Kosovo, Scutari, Manastir y Yanina) y convertirlas en un estado independiente. En 1902 fue enviado a Estambul por los otomanos para convertirse en jefe de la «guardia albanesa» del sultán Abdul Hamid II.
En mayo de 1909 los Jóvenes Turcos, contrarios a otorgar derechos nacionales a los albaneses, enviaron una expedición militar a Kosovo para sofocar un conato de rebelión contra el gobierno otomano. Para evitar la invasión de Mitrovica, Isa Boletini y los jefes tribales de Peć y Đakovica crearon una guerrilla que atacó al ejército turco con 7.000 efectivos. A pesar de todo, las milicias albanesas tuvieron que retirarse de la zona. Entre 1909 y 1912 organizó guerrillas armadas por todo Kosovo para combatir el dominio imperial, más tarde extendidas al territorio albanés.

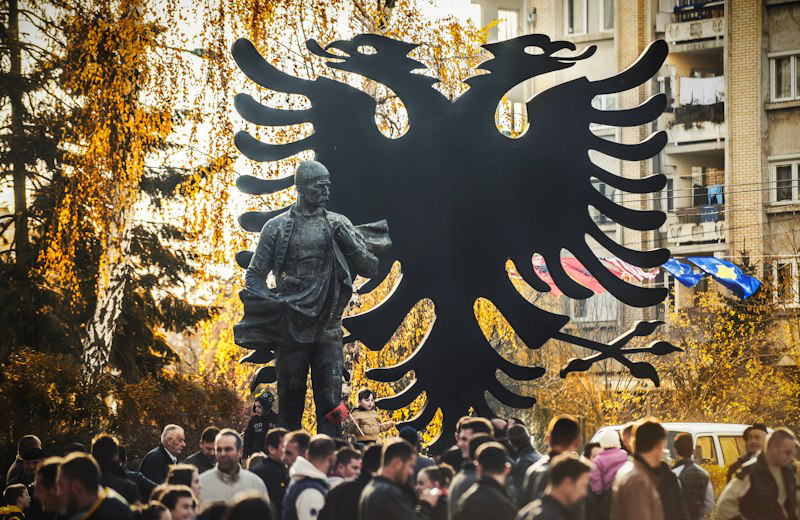
Estatua de Isa Boletini en Mitrovica por el centenario de la independencia de Albania.

En octubre de 1912 estalló la Primera Guerra de los Balcanes; el Reino de Serbia, contrario a que Albania fuese un valiato del imperio, había ocupado la mayor parte de las tierras habitadas por albaneses, incluyendo la costa del Adriático. No obstante, las milicias albanesas, entre ellas las de Boletini, opusieron gran resistencia. El 28 de noviembre se firmó en Vlorë la Declaración de Independencia de Albani y el nuevo presidente del nuevo estado, Ismail Qemali, solicitó a Boletini la defensa militar del territorio. Bajo su mando se evitó que Vlorë fuese capturada por las tropas extranjeras.
El deseo de Boletini era que Kosovo se integrase en la llamada Gran Albania, algo que nunca fue posible. En marzo de 1913 acompañó al presidente Qemali a la Conferencia de Paz de Londres para negociarlo, pero las autoridades internacionales solo le concedieron un tercio del terreno exigido: Kosovo quedó bajo control de Serbia y Metojia fue para Montenegro. En 1914, durante el estallido de la revolución campesina, defendió a Guillermo de Wied antes de ser coronado Príncipe de Albania. Y tras el inicio de la Primera Guerra Mundial, fue organizador de las guerrillas kachak que combatieron contra los serbios.
Boletini fue asesinado el 23 de enero de 1916 en Podgorica por tropas del Reino de Montenegro, presuntamente en un tiroteo. Según ha dejado escrito el diplomático británico Aubrey Herbert, el guerrillero había entrado en territorio hostil para rescatar a uno de sus sobrinos. Sus restos mortales permanecieron en suelo montenegrino hasta 1998, cuando se llegó a un acuerdo para trasladarlos a Kosovo. En 2015 recibió sepultura en Boljetin. A la ceremonia asistió el presidente albanés Bujar Nishani.